# Prins Bernhardhoeve
Depuis 1956, le Prins Bernhardhoeve (PBH) est un grand ensemble pour des salons et des événements à Zuidlaren (Pays-Bas). PBH est le sigle de Prins Bernhardhoeve (néerlandais), ce qui veut dire "Métairie de Prince Bernhard". Le complexe consiste en 3 halles, qui sont toutes nommées aux membres de la famille de la Maison d'Orange-Nassau. La plus grande halle est la halle "Prince Constatijn", située à côté de l'entrée du complexe. Le propriétaire de l'édifice était FEC Leeuwarden, depuis le 15 janvier 2007 le grand ensemble est vendu à l'entreprise de "Rimag Beheer". La plupart des salons et des événements sont déplacés à la ville de Leeuwarden, également aux Pays-Bas.